# Viercontinentenkampioenschappen shorttrack 2023
De viercontinentenkampioenschappen shorttrack 2023 (officieel: ISU Four Continents Short Track Championships 2023) werden op 10, 11 en 12 november 2022 georganiseerd in Salt Lake City (Utah, Verenigde Staten). Er waren deelnemers uit dertien verschillende landen (Australië, Brazilië, Canada, China, Chinees Taipei, Filipijnen, Indonesië, Japan, Kazachstan, Nieuw-Zeeland, Singapore, Verenigde Staten, Zuid-Korea) waarvan er vijf landen ook medailles wonnen. In tegenstelling tot de editie van 2020 was er geen allroundklassement meer, wel werd de gemengde aflossing (mixed relay) toegevoegd.

## Medailles

### Mannen
| Onderdeel | Goud | Goud                                       | Zilver | Zilver                                                    | Brons | Brons                                                               |
| --------- | ---- | ------------------------------------------ | ------ | --------------------------------------------------------- | ----- | ------------------------------------------------------------------- |
| 500m      | CAN  | Steven Dubois                              | USA    | Andrew Heo                                                | CAN   | Pascal Dion                                                         |
| 1000m     | KOR  | Park Ji-won                                | CAN    | Pascal Dion                                               | CAN   | William Dandjinou                                                   |
| 1500m     | KOR  | Park Ji-won                                | KOR    | Hong Kyung-hwan                                           | CAN   | Steven Dubois                                                       |
| Aflossing | CHN  | Li Kun Liu Guanyi Song Jiahua Zhong Yuchen | JPN    | Kosei Hayashi Dan Iwasa Kiichi Shigehiro Kazuki Yoshinaga | KOR   | Hong Kyung-hwan Lee Dong-hyun Lee June-seo Lim Yong-jin Park Ji-won |

### Vrouwen
| Onderdeel | Goud | Goud                                               | Zilver | Zilver                                                                      | Brons | Brons                                                                       |
| --------- | ---- | -------------------------------------------------- | ------ | --------------------------------------------------------------------------- | ----- | --------------------------------------------------------------------------- |
| 500m      | KOR  | Shim Suk-hee                                       | USA    | Kristen Santos-Griswold                                                     | CHN   | Zhang Chutong                                                               |
| 1000m     | CAN  | Courtney Sarault                                   | CHN    | Gong Li                                                                     | CAN   | Claudia Gagnon                                                              |
| 1500m     | CAN  | Courtney Sarault                                   | USA    | Kristen Santos-Griswold                                                     | KOR   | Choi Min-jeong                                                              |
| Aflossing | KOR  | Choi Min-jeong Kim Gil-li Lee So-youn Shim Suk-hee | CAN    | Ann-Sophie Bachand Claudia Gagnon Eunice Lee Courtney Sarault Renée Steenge | USA   | Eunice Lee Julie Letai Kamryn Lute Kristen Santos-Griswold Corinne Stoddard |

### Gemengd
| Onderdeel | Goud | Goud                                                              | Zilver | Zilver                                  | Brons | Brons                                                                                   |
| --------- | ---- | ----------------------------------------------------------------- | ------ | --------------------------------------- | ----- | --------------------------------------------------------------------------------------- |
| Aflossing | USA  | Andrew Heo Marcus Howard Kristen Santos-Griswold Corinne Stoddard | CHN    | Gong Li Li Kun Wang Xinran Zhong Yuchen | CAN   | Philippe Daudelin Steven Dubois Maxime Laoun Courtney Sarault Renée Steenge Léa Tessier |

## Medailleklassement
|   | Land             | Goud | Zilver | Brons | Totaal |
| - | ---------------- | ---- | ------ | ----- | ------ |
| 1 | Zuid-Korea       | 4    | 1      | 2     | 7      |
| 2 | Canada           | 3    | 2      | 5     | 10     |
| 3 | Verenigde Staten | 1    | 3      | 1     | 5      |
| 4 | China            | 1    | 2      | 1     | 4      |
| 5 | Japan            | 0    | 1      | 0     | 1      |